# Enactus
Enactus — це міжнародна неполітична громадська організація, створена у 1975 році в США, яка має на меті сприяти досягнененню Цілей Сталого Розвитку через підприємницьку діяльність.
Наразі Enactus існує в 37 країнах світу серед яких Україна [Архівовано 2 березня 2019 у Wayback Machine.]. У діяльності організації беруть участь студенти, представники ВНЗ та бізнес-лідери, які разом реалізовують соціально-підприємницькі проекти. Якість і вплив проектів оцінюють фахівці під час регіональних, національних заходів та щорічного чемпіонату світу.

## Походження
Назва походить від абревіатури з англ. Entrepreneurial. Action. Us, де Entrepreneurial — бачити можливості та мати талант їх використовувати, Action — діяти і доводити справу до кінця, навіть якщо результат не гарантовано, Us — це ми, спільнота студентів, академіків та бізнес-лідерів, що об'єднались задля покращення світу.
До 2012 року організація відома як SIFE з англ. Students in free enterprise — студенти у вільному підприємництві.

## Мета
Команди Enactus створюють проекти, спрямовані на покращення якості життя та життєвих стандартів людей з різними потребами. Вони орієнтовані на вирішення глобальних проблем серед яких: економічні, екологічні та соціальні проблеми та мають на меті досягнення Цілей Сталого Розвитку.
Enactus у цифрах
- 1 700 університетів
- 70 500 студентів щорічно
- 5 000 проектів щорічно
- 550 корпоративних партнерів

## Чемпіонат світу
Учасники змагання — представники організації, що перемогли на національних змаганнях з 37 країн світу. Кожна країна вибрала найкращих представників, щоб показати проекти на міжнародній арені та вибороти головний приз — кубок світу. Щороку організаційний комітет обирає нове місце проведення заходу та інколи вони повторюються.
Команди демонструють свої проекти підприємницької діяльності, які не тільки роблять світ краще, але й мають імпульс для створення нових кар'єр, забезпечують бізнес-інновації та потік свіжої енергії для соціального впливу. Ці проекти оцінюються керівниками підприємств, які виконують ролі судей. Вони визначають, які команди переходять на наступні раунди конкурсу. Журі — це сотні світових бізнесменів, представників урядів та лідерів фондів з усього світу, які вірять в силу підприємницької діяльності.
Місця проведення чемпіонату світу
- 2019 та 2018 році чемпіонат проходить у Сан-Хосе (Каліфорнія), США
- 2017 чемпіонат пройшов у Лондоні, Велика Британія
- 2016 — Торонто, Канада
- 2015 — Йоганнесбург, ПАР
- 2014 — Пекін, КНР
- 2013 — Канкун, Мексика
- 2012 — Вашингтон, США
- 2011 — Куала-Лумпур, Малайзія

Головні маркери проектів-переможців:

- sustainability — проект має сталим та стабільним у розвитку. Таким, щоб якщо команда абстрагувалась від проекту — він усе рівно існував та розвивався.
- комплексність — підходи до розв'язання проблем потребуючої цільової аудиторії повинні бути різносторонніми. Так, наприклад, команда вирішує одну з проблем пенсіонерів, як нестача коштів і маленька пенсія і робить механізм підробітку. Але у пенсіонерів є і інші проблеми як соціалізація, брак навичок у роботі з комп'ютером і тд. Команда повинна борати це до уваги і вирішувати проблеми аудиторії в комплексі.
- масштаб — проекти повинні допомагати спільці людей, об'єднання, чи цілому селу, місту і тп — це вже внесок у розбудову власної країни і суспільства.

Команди-переможці міжнародних змагань:

2018 — Enactus Canada [Архівовано 9 квітня 2019 у Wayback Machine.]

## Enactus у світі

### Enactus Україна
Заснована у 1999 році. Наразі включає 22 команди при ВНЗ у 11 містах України: Одеса, Київ, Запоріжжя, Львів, Харків, Кривий Ріг, Вінниця, Дніпро, Суми, Миколаїв, Бердянськ.
Enactus Україна у цифрах
- 21 університет
- 400 студентів щорічно
- 40 проектів щорічно
- 50+ локальних корпоративних партнерів

#### Команди
- Вінницький національний технічний університет
- Дніпропетровський державний аграрно-економічний університет
- Запорізька державна інженерна академія
- Запорізький національний технічний університет
- Київський національний економічний університет ім. Вадима Гетьмана
- Київський національний торговельно-економічний університет
- Криворізький національний університет
- Львівський національний університет імені Івана Франка
- Національний університет «Києво-Могилянська академія»
- Одеський національний економічний університет
- Одеський національний університет імені І. І. Мечникова
- Приазовський державний технічний університет
- Сумський державний університет
- Українська інженерно-педагогічна академія
- Український католицький університет
- Харківський державний автотранспортний коледж
- Харківський інститут фінансів Київського національного торговельно-економічного університету
- Харківський національний економічний університет імені Семена Кузнеця
- Харківський національний університет імені В.Н. Каразіна
- Харківський національний університет міського господарства імені О. М. Бекетова
- Харківський торговельно-економічний інститут Київського національного торговельно-економічного університету
- Чорноморський національний університет імені Петра Могили
- Бердянський державний педагогічний університет

#### Партнери
Діяльність організації на національному рівні підтримують EY Україна, Winner [Архівовано 2 березня 2019 у Wayback Machine.]

#### Переможці національних змагань
- 2018 — Enactus VNTU [Архівовано 2 березня 2019 у Wayback Machine.] у  Вінницькому національному технічному університеті[5][6]
- 2017 — Enactus KNEU [Архівовано 2 березня 2019 у Wayback Machine.] у Київський національний економічний університет ім. Вадима Гетьмана[7]
- 2016 — Enactus VNTU [Архівовано 2 березня 2019 у Wayback Machine.] у  Вінницькому національному технічному університеті[8]
- 2014 — 2015 — Enactus KNEU [Архівовано 2 березня 2019 у Wayback Machine.] у Київський національний економічний університет ім. Вадима Гетьмана[9][10]
- 2011-2013 — Enactus VNTU [Архівовано 2 березня 2019 у Wayback Machine.] у  Вінницькому національному технічному університеті